# Modrý posun
Modrý posun (z anglického blue shift, též rudý přelud – red mirage) je v americké politice jev, kdy ve volbách průběžné výsledky (včetně volební noci, kdy se volební místa zavřou) naznačují vítězství republikánského kandidáta (barva republikánské strany je tradičně červená), ale později, kdy jsou sečteny všechny hlasy, zvítězí demokratický kandidát (barva demokratické strany je tradičně modrá).

## Pozadí
Volební fenomén popsal Edward Foley ze státní univerzity v Ohiu v roce 2013. Jev nazval „modrý posun“ a postuloval, že ho zákon Help America Vote Act z roku 2002 zvýraznil, protože umožnil zasílání provizorních hlasovacích lístků.
Důvodem modrého posunu je proces počítání hlasů v nepřítomnosti, tedy těch, kdy se volič nedostavil volit osobně – typicky, když svůj hlas poslal poštou. Osobně se k volbě dostavuje větší množství voličů republikánských kandidátů, zatímco většina hlasů v nepřítomnosti je od voličů Demokratů. Zatímco při prezenční volbě se hlasy mohou zpracovávat průběžně během volebního dne, zpracování hlasu v nepřítomnosti představuje více úkonů (otevírání dvou obálek, v některých případech skenování, ověřování), které nevykonává volič, ale volební zřízenec. Některé státy navíc zakazují začít počítat hlasy v nepřítomnosti před dnem voleb. V průběžném stavu tak nastává zpoždění, kdy jsou nejdříve (řádově hodiny po zavření volebních místností) známy prezenčně volené hlasy (s tendencí k republikánskému kandidátovi – odtud rudý přelud), ale přidávání výsledků z hlasování v nepřítomnosti (s tendencí k demokratickému kandidátovi) následující dny postupně „dohání“ průběžný výsledek, až jej v daných případech předčí (odtud název modrý posun).
Devět států USA povoluje nebo dokonce nařizuje začít sčítat hlasy v nepřítomnosti před dnem voleb:
- Arizona
- Colorado
- Delaware
- Florida
- Maryland
- Montana
- Nebraska
- Severní Karolína
- Vermont

V dalších devíti státech není žádným nařízením specifikováno, kdy se smí začít sčítat hlasy v nepřítomnosti, popř. to nechávají na místním vedení.
- Connecticut
- Havaj
- Kansas
- Kentucky
- Louisiana
- Ohio
- Oklahoma
- Oregon
- Utah

V ostatních státech Unie se smí začít hlasy v nepřítomnosti sčítat buď v den voleb, nebo až po zavření volebních místností.
Příkladem rudého přeludu byly volby do Kongresu v 39. okresku v Kalifornii roku 2018 mezi republikánkou Young Kim a demokratem Gilem Cisnerosem. Po uzavření volebních místností podle předběžných výsledků Kim držela náskok 3 %, ale poté, co byly v následujících dnech sečteny všechny hlasy, Cisneros ji v počtu hlasů dostihl a nakonec nad ní vyhrál.
Po vypuknutí pandemie covidu-19 v USA se ještě více vyhranily tendence k prezenčnímu hlasování u republikánských voličů a naopak hlasování v nepřítomnosti u voličů demokratů. Analytická a data-zpracovávající společnost Hawkfish předpověděla, že v prezidentských volbách v listopadu 2020 mezi republikánským kandidátem a úřadujícím prezidentem, Donaldem Trumpem, a jeho vyzyvatelem, Joem Bidenem, by měl být tento fenomén obzvláště výrazný.